# Pułk połtawski
Pułk połtawski (ukr. Полтавський полк) – jednostka podziału administracyjno-terytorialnego i wojskowego Hetmanatu, funkcjonująca w latach 1648–1775. Miastem pułkowym była Połtawa. Oprócz Połtawszczyzny obejmował nowo zasiedlone tereny wzdłuż rzeki Oril.

## Historia
Pułk powstał w czasie powstania Chmielnickiego jako połączenie oddziałów kozackich i chłopskich. Został sformowany na przełomie lata i jesieni 1648 r. w składzie siedmiu sotni: 3 połtawskich, bagackiej, bałaklijskiej, borkowskiej i kobielackiej. Według rejestru z 1649 r. pułk liczył 19 sotni i 2970 Kozaków. W okresie ugody perejasławskiej (1654) liczba kozaków w pułku sięgała 6497. W okresie rebelii przeciwko władzy hetmana Iwana Wyhowskiego pod dowództwem Martyna Puszkara i Jakuba Barabasza (1657–1658) pułk poniósł duże straty i liczba sotni połtawskich spadła do jednej. W 1662 r. wydzielono z niego pułk zinkowski, a kilka sotni włączono do pułku czehryńskiego. W 1672 r. pułk liczył 17 sotni, a w roku 1723 – 17 sotni, 4381 kawalerzystów i 753 pieszych kozaków.
W 1745 r. nowo zasiedlone okolice miasteczek Kamianka (Кам'янка (Дніпропетровський район)) i Miszuryn Róg zostały przypisane do sotni keleberdyńskiej, perewołoczańskiej i orelskiej.
W 1764 r. znaczną część pułku połtawskiego włączono do nowo utworzonej guberni noworosyjskiej. W tymże roku pułk składał się z następujących sotni: starosanżarska (Старі Санжари), nowosenżarska, bilicka, kobielacka, sokolska, kiszeńska (Кишеньки (Кобелякский район)), perewołoczańska (Переволочна (Кобеляцький район)), keleberdyńska, niechworoska (Нехвороща (Новосанжарський район)), majacka, caryczańska, kitajgrodzka (Китайгород (Царичанський район)) i orelska, a w 1775 roku utworzono trzy nowe sotnie pułkowe: połtawską, budycką i reszetyliwską.
20 października 1775 r. pułk został zlikwidowany, a jego terytorium włączono do powiatu połtawskiego guberni noworosyjskiej.

## Pułkownicy
Pułkownikami połtawskimi byli m.in.:
1. Iwan Iskra (ukr. Іван Якович Іскра) – pułkownik 1648–1649, pułkownik nakaźny 1649–1652;
2. Martyn Puszkar (Puszkarenko): 1649-1652, 1652–1658;
3. Iwan Iskra (Іван Якович Іскра): 1652;
4. Kiryło Puszkarenko, syn Martyna (Кирило Пушкаренко): 1658–1659;
5. Marko Puszkarenko, syn Martyna (Марко Коломак-Пушкаренко): 1659;
6. Fedor Żuczenko (Федір Іванович Жученко): 1659–1661, 1669–1672, 1679–1680, 1686–1687, 1687–1689, 1689–1691;
7. Prokop Lewieniec (Прокіп Левенець): 1674–1675, 1677–1679;
8. Paweł Hercyk (Павло Герцик): 1675–1677, 1674–1678, 1683–1686, 1687, 1691–1695;
9. Łewko (Leon) Czerniak (Левко Черняк): 1680–1682, 1689, pułkownik nakaźny w 1693;
10. Iwan Iskra, syn Iwana (Іван Іванович Іскра): 1696–1700;
11. Iwan Lewieniec (Іван Левенець): 1701–1702, 1725–1729, pułkownik nakaźny w 1735 i 1736;
12. Iwan Czerniak, syn Łewki (Іван Черняк): 1709–1722;
13. Wasyl Koczubej (Василь Кочубей): 1729–1743;
14. Andrij Horlenko (Андрій Горленко): 1743–1774;
15. Paweł Izmajłow: 1774–1775.